# Nehézmetán
A metán egy szén- és négy hidrogénatomból áll. A nehézmetán ugyanezen elemek atomjaiból áll, de a hidrogénatomok mindegyike deutériumatom. A nehézmetán és a metán olvadás- és forráspontja egy-két fokkal térnek el. A nehézmetán színtelen, szagtalan, erősen gyúlékony gáz. Égése után szén-dioxid és nehézvíz keletkezik. A nehézmetán a természetben kis mennyiségben fordul elő. Fizikai és kémiai tulajdonságai a metánhoz hasonlóak.
Olvadáspontja 89,78 K, a metánénál mintegy 1%-kal alacsonyabb, míg forráspontja legalább 112,45 K.
A halogénezett szénhidrogének hatása vizsgálatában mind a {\displaystyle {\ce {12C^{2}H4}}}, mind a {\displaystyle {\ce {13C^{2}H4}}} hosszútávú nyomjelző volt az NOAA egyik 1981-es kutatásában.

## Előfordulás
A nehézmetán előfordulási aránya a metánizotopológok közt 5,82·10−14%.

## Tulajdonságok
A {\displaystyle {\ce {C^{1}H4}}}-nal szemben a {\displaystyle {\ce {C^{2}H4}}} tapadási és kondenzációs aránya nagyobb. Ez felhasználható deutériumsűrítésre, továbbá ez alapján megismerhető lehet a gázkondenzáció nem egyensúlyi körülmények közt, például a légi közlekedésben alacsony hőmérsékletű környezetekben, és megmagyarázhatja a naprendszeri bolygók nagyobb deutériummennyiségét és a csillagközi jégporfelszíni folyamatokat is.
A metán és a nehézmetán izotópkülönbsége okozhatja a C–H és C–2H kötések hosszbeli és polarizálhatóságbeli különbségét.